# Solella de la Rovireta
La Solella de la Rovireta és una solana del terme municipal de Sant Quirze Safaja, a la comarca del Moianès.
És en el sector central-nord del terme, a la dreta del torrent de la Rovireta. S'estén cap al sud-oest des del costat de ponent mateix de la masia de la Rovireta, i ocupa tot el vessant sud-est de la Serra de la Rovireta, a ponent de Puigdolena i al nord del Sot de la Rovireta.